# الحراكي (إدلب)
بلدة «الـحـراكـي» التابعة لـ «معرة النعمان»، في محافظة إدلب السورية، هي ثاني بلدة من بين العديد من البلدات السورية التي لا زالت تحمل اسم «الحراكي» نسبة إلى «آل الحراكي»
ومن البلدات الأخرى التي لا زالت تحمل اسم هذه الأسرة التي تمتد جذورها إلى إلى أكثر من 850 عام في بلاد الشام؛ بلدة «الـحـراكـي» الواقعة في منطقة المخرم في محافظة حمص السورية.
لا تزال هاتان البلدتان تحملان اسم الآسرة الحراكية الحسينية الهاشمية، رغم مصادرتهما مع أكثر من 70 بلدة أخرى في شمال سوريا تحديدًا، بموجب قوانين ما يعرف بـ «الإصلاح الزراعي»، والذي ينص على الاستيلاء بشكل نهائي على كل الأراضي والأملاك الزائدة عن سقف الملكية لعدد من كبار المالكين، والتي سنتّ أواخر خمسينات القرن التاسع عشر (وفي عام 1958 تحديدًا).